# 富山市立大沢野小学校
富山市立大沢野小学校（とやましりつ おおさわのしょうがっこう）は富山県富山市にある公立小学校。

## 校舎概要
2001年に竣工した現在の校舎は、鉄筋コンクリート造り4階建て延床面積約7,600m2。外観は切妻洋式の瓦屋根で地域のシンボルとなる展望塔を設置。内装は木をふんだんに使用し、ぬくもりがあるのが特徴である。

## 沿革
- 1947年 - 学校給食開始[3]。
- 1957年6月8日 - かまぼこ型（パラボラ式ダイヤモンドトラス）の体育館（建坪1,574.8m2）が竣工[4][5]。
- 1959年8月18日 - 改築工事に着手（旧校舎は富山県立富山工業高等学校大沢野分校（後の富山県立大沢野工業高等学校）の校舎として再利用されることになった）[6]。工事中は産業会館などを使用して分散授業を行った[7]。
- 1960年
  - 4月1日 - 鉄筋コンクリート3階建て1,305.48m2の教室棟が竣工[4][7]。
  - 11月30日 - 第2期工事竣工（鉄筋コンクリート3階建て1,180m2、4月10日着工、12月12日落成式）[8]。
- 1961年9月 - 第3期工事竣工[4]。
- 1966年
  - 3月 - 管理棟完成[4]。
  - 同年中 - 校旗樹立、校歌完成[9]。
- 1975年
  - 同年中 - 南校舎竣工[4]。
  - 7月14日 - 夜間照明施設が完成[10]。
- 1976年11月 - 南校舎増築落成[11]。
- 1981年12月 - 校舎増築により理科室、図書室、被服室、調理室、給食室などが竣工[11]。
- 1984年12月 - ランチルーム竣工[11]。
- 1988年6月 - プール竣工[11]。
- 1995年 - 水と緑の公園完成[12]。
- 2001年5月23日 - 現校舎が完成[2]。

## 通学区域
牛ケ増、笹津 1区～7区、春日長走、下夕林、西大沢 1区～3区、敷紡寮、高内 1区～2区、 カーボン 2区、幸町 1区～2区、八木山 1区～3区、上大久保 1区～4区、稲代 1区～2区、上大久保栄町、 上大久保北新町、上大久保東新町、長附 1区～7区、南花園町、加納、西塩野、岩木、岩木新、 上ニ杉 1区～3区 須原、長川原、小羽、葛原、下伏、土、根上 

## 進学先
- 富山市立大沢野中学校

## 周辺
- 国道41号

## 著名な出身者
- 金山明博（アニメーター）